# AWS
Az AWS egy magyar modern metálzenekar, amit 2006 nyarán alapított Brucker Bence, Kökényes Dániel, Siklósi Örs és Veress Áron, mikor egy középiskolába jártak. A zenekar neve eredetileg az Ants With Slippers (papucsos hangyák) rövidítése, de ezt valójában soha nem használták ebben a formában. Első albumuk két dal kivételével még angol nyelven született , majd magyar nyelvre váltottak, szövegeik önálló művekként is megállják a helyüket. Eddig öt nagylemezt adtak ki, játszottak már valamennyi hazai klubban és fesztiválon (Sziget, EFOTT, Rockmaraton, RockPart, Pannónia, FEZEN, Fishing On Orfű), illetve külföldön Szlovákiában, Romániában, Szlovéniában, Ausztriában, Németországban és az Egyesült Királyságban is. Zenei hatásaik között a Metallica, Korn, System of a Down, Linkin Park, Superbutt, Subscribe és az Isten Háta Mögött zenekarokat említik.
2018-ban részt vettek a Duna csatorna A Dal című eurovíziós nemzeti dalválasztó műsorában, amit megnyertek, így ők képviselték Magyarországot a lisszaboni Eurovíziós Dalfesztiválon Viszlát nyár című dalukkal. A telefonos szavazatok és a nemzetközi zsűrik pontjai alapján az együttes a második elődöntőből bekerült a május 12-én megrendezendő döntőbe, ahol végül a 21. helyet szerezték meg.

## Történet

### Alapítás
A zenekart 2006-ban alapította Siklósi Örs, Brucker Bence, Kökényes Dániel és Veress Áron, mikor együtt jártak középiskolába. 2011 áprilisában megjelent első nagylemezük, a Fata Morgana, angol nyelvű dalszövegekkel. A zenekar 2011-es év MTV Brand New győztes zenekara, valamint az International Live Awards döntőjének különdíjasa lett. 2012-ben megjelent Világposztolás című EP-jük, a címadó dalával pedig megnyerték az Instrumentweb által meghirdetett Null-sík dalversenyt. Meghívást kaptak a Petőfi Rádió Akusztik című műsorába, ahol különleges, akusztikus hangszerelésű stúdiókoncertet rögzítettek. Turnéztak a Tankcsapda, Depresszió, Road, Leander Kills zenekarok társaságában. A Suzuki viaDal versenyen közönségszavazással nyertek 1 millió forintot videóklip elkészítéshez.
2006–2011

Az együttes logója.

A kezdeti időszakban igazi gimis zenekarként működött a formáció. A 2006-os megalakulást a gimnáziumuk tanévbúcsúztató koncertjéhez kötik. Ez volt az első nyilvános fellépésük, amin javarészt még feldolgozásokat játszottak. Nem sokkal később készült egy "Garázs-felvétel" az "Alone" című dalukból, ám ezt még csak ismerősöknek "publikálták". Az első komolyabbnak mondható felvételüket a 2008-as Gitármánia és Zenei Továbbképző Táborban készítették az Origo stúdió kiköltöztetett mobil stúdiójában, Cserny "BOGI" Kálmánnal. Ez egy két dalos EP volt, az "Afterparty" és az "It's My Word" című dalokkal. Ezeknek nyersanyagjából végül, a gitáros -Brucker Bence- utómunkájával készült el anyag, amit Myspace-en jelentettek meg. A következő két év a tehetségkutatós nevezésekről szólt a zenekar életében. Megjárták az Emergenza, Metalchamp és Borsodi Zenei Fesztivál tehetségkutatókat, amelyeken rendre 4. helyezést sikerült elérniük. 
2008 év végén meghívást kaptak az egykori Petőfi Csarnokban rendezett Budapestrocknroll évzáróra, amin olyan zenekarokkal játszottak mint a Superbutt, a Bridge to Solace és az Isten Háta Mögött. A koncert után még két vidéki állomáson (Győr, Sopron) csatlakoztak a Superbutt zenekarhoz. Ezek voltak a zenekar első vidéki klubkoncertjei. 
2009 elején csatlakoztak az akkoriban kultikusnak számító "Budapestrocknroll" booking-management istállóhoz, márciusban pedig első erdélyi turnéjukra indultak. Ugyanezen évben érkezett egy remek hír a zenekarhoz, miszerint ők nyithatnak nagy kedvenceik a Killswitch Engage előtt a budapesti koncertjükön. Ám nem tartott sokáig az öröm, hiszen nem sokkal a koncert előtt kiderült, hogy a főzenekar lemondani kényszerült a bulit. Június 13-án az első saját szervezésű mini fesztiváljukon játszanak Budakeszin. December közepén elkezdik az akkor még cím nélküli első lemezük dobfelvételeit az érdi Bakery stúdióban, Horváth Attila "Atish" hangmérnökkel akit a Subscribe gitárosaként is ismerhetnek. Az év végén már mint meghívott vendég léptek fel a BZF tehetségkutató döntőjén amit az A38 hajón rendeztek.
A 2010-es év a Fata Morgana lemez készítésével telt. A zenekar anyagi nehézségei, munka és egyetem miatti elfoglaltságai miatt nagyon elhúzódtak a felvételek. Az sem segítette a haladást, hogy minden hangszert más stúdióban rögzítettek. Pozitívum volt azonban, hogy megérkeztek a zenekar első fesztivál fellépései, így játszhattak többek között a Szigeten és az EFOTT fesztiválon, valamint kijutottak az International Live Award tehetségkutató döntőjére ahol több ezer ember előtt játszhattak az osztrák fővárosban. Innen végül a "Legjobb külföldi zenekar" címmel és számos nyereménnyel térhettek haza. Ugyan csak ebben az évben elkészült a zenekar első videóklipje a "Takard El" című dalra. A videót Zomborácz Virág rendezte. 
2011 áprilisában aztán sok éves munka után megjelent a zenekar első, "Fata Morgana" címre keresztelt anyaga amin 9 angol dal mellett már 2 magyar nyelvű is hallható volt. A lemezt az Edge Records jelentette meg. Ez az anyag foglalja össze a zenekar első 5 évét, majd le is zárja azt. A lemez megjelenését követő hónapban az AWS nyerte az "MTV BRAND:NEW" elnevezésű díjat, aminek köszönhetően kiemelt figyelmet kaptak a zenecsatornán és videójukat is rotációban játszották. 
2012–2013 (Világposztolás EP)
Nem sokkal a Fata Morgana megjelenése utána már körvonalazódott a tagok számára, hogy a magyar szövegek ösvényén szeretnének tovább haladni, így az új dalokat már ennek teljes tudatában kezdték el írni. A felvételeket itt már Brucker Bence gitáros készítette a törökbálinti Supersize Recording stúdióban, Varga Zoltán producer/hangmérnök felügyelete mellett. A felvételek keverését és masterelését is Varga Zoltán végezte. Az így készült 4 dal-t "Világposztolás" EP-nek keresztelték. A kislemez érdekessége, hogy végül mind a négy dalhoz készült videóklip, amelyek közül a Világposztolást ismételten műsorára tűzte az MTV. 
Ebben az évben turnéztak először későbbi jó barátjaik, a Road zenekar társaságában. 
2012 Szeptember 16-án egy újabb mérföldkőhöz ért a csapat, hiszen első koncertjüket adták Londonban a Depresszió, a Rómeó Vérzik és a Sold for Evil zenekarok társaságában. Az eseménynek a Purple Turtle klub adott otthont. 
2013 nyarán Varga Marcell basszusgitáros tanulmányai miatt Taiwan-ba költözik, így távozik a zenekarból. Helyét rövid idő után a csapat régi barátja Varga Gergő veszi át.

### 2014–2017
2014 áprilisában megjelent az Égésföld című második lemezük. Ez volt az első teljes album, amin már magyar nyelvű dalszövegeket használtak és amit már Varga Gergő basszusgitárossal rögzítettek, Brucker Bence gitáros hangmérnöki munkájával. Az album a 6. helyig jutott a Mahasz Top 40-es lemezeladási listáján. A lemezt az A38 hajón mutatják be a Subscribe zenekar vendégeként. A koncertet rögzítette a TV és azóta is elérhető a zenekar youtube csatornáján. 
2015 elején ismét Londonban koncerteznek az Alvin és a Mókusok vendégeként, majd Varga Gergő basszusgitáros bejelenti, hogy a Wellhello-ban folytatja a zenélést, így távozik a csapatból. A döntés viszonylag váratlanul érte a csapatot, így tavasszal a Road vendégeként és az elkövetkezendő másfél évben basszusgitáros nélkül léptek fel, technikai megoldásokkal helyettesítve annak hiányát. Júniusban nagy sikerű koncertet adnak a Papa Roach előtt a Barba Negra Trackben. Szeptemberben megjelenik "Te is félsz" című single-jük, amihez videóklipet is forgatnak. Október végén telt házas önálló klubkoncertet adtak a Dürer Kertben középső termében, majd turnéra indulnak a Depresszió zenekar társaságában. 
2016 tavaszán első önálló vidéki turnéjukra indulnak az Apey and the Pea zenekarral karöltve. Áprilisban telt ház előtt játszanak az Akvárium klub kis termében. Szeptemberében megjelenik a "Kint a vízből", a zenekar harmadik nagylemeze, amely elődjéhez hasonlóan a Top10-ben nyitott a megjelenés hetében a Mahasz lemezeladási listáján. A megjelenéssel együtt debütál a zenekar új videója amit a lemez egyik húzódalára a "Hajnali Járat"-ra forgattak. Októberben elindul nagy sikerű közös turnéjuk a Leander Kills zenekarral, aminek egy Barba Negra club-os koncert volt a megkoronázása.
2017 elején belépett a zenekar új basszusgitárosa, Schiszler Soma, aki új meglátásaival és fiatalos lendületével nagyban hozzájárult a zenekar későbbi sikereihez. Soma február 3-án debütált egy Dürer kertes bulin. Júliusban a Cloud9+ zenekar meghívására életükben először játszanak a Budapest Park-ban. Szeptemberben leforgatják a "Viszlát Nyár" című dalukhoz készült klipet, ami a következő hónapban meg is jelenik, előrevetítve, hogy a zenekar új anyagon dolgozik. Novemberben négy koncerten vendégeskedtek a Tankcsapda előtt.

### 2018-as Eurovíziós Dalfesztivál–2021

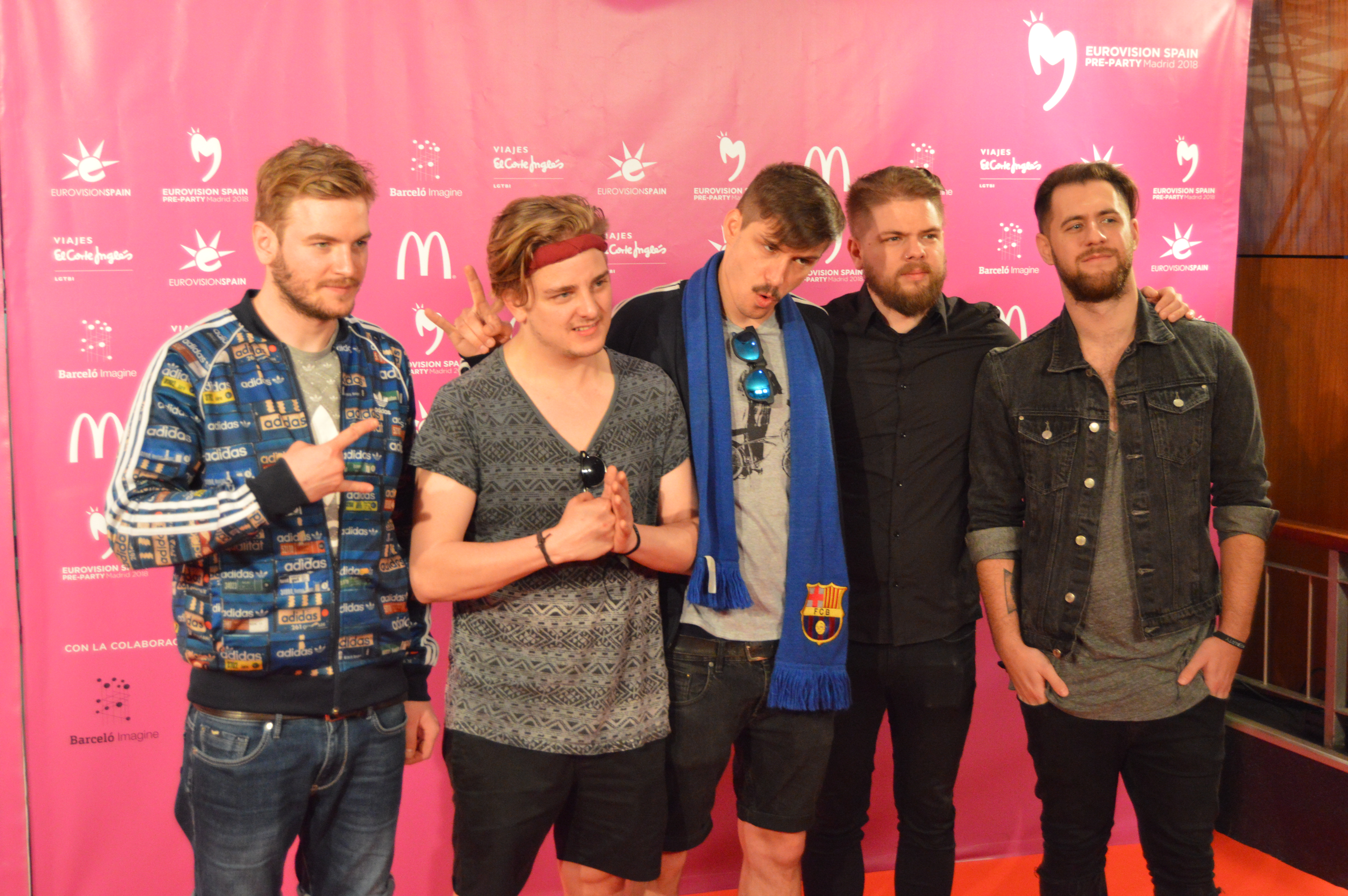
Az együttes tagjai 2018 áprilisában Madridban.

2017. december 6-án bejelentették, hogy a Duna eurovíziós dalválasztó műsorába, A Dal 2018-ba bejutott a Viszlát nyár című daluk. Először 2018. január 27-én, a nemzeti dalválasztó második válogatójában léptek színpadra, ahol a zsűri és a nézők szavazatai alapján holtversenyben az első helyen végeztek, és továbbjutottak az elődöntőbe. 2018. február 17-én, A Dal második elődöntőjéből a zsűri és a nézők szavazatai alapján 46 ponttal az első helyen végeztek, és továbbjutottak a műsor döntőjébe. Február 24-én a döntőben a nézőktől az AWS kapta a legtöbb szavazatot, így ők képviselhették Magyarországot május 10-én Lisszabonban, az Eurovíziós Dalfesztiválon. A zenekart teljesen váratlanul érte a győzelem és azt ezt követő felhajtás. Elhanyagolhatatlan szerepe volt győzelmükben a komplett magyar rock és metál színtérnek akik egy emberként fogtak össze és szavaztak a csapatra. Ikonikus jelenete lett az összefogásnak amikor a döntő alatt egy Tankcsapda koncerten Lukács László énekes leállította a koncertjüket és szavazásra buzdította a közönséget, majd később bejelentette, hogy az AWS nyerte a műsort.
Március 9-én újabb telt házas koncertet adtak az A38 Hajón, majd pár nappal később életük harmadik koncertjét adják Londonban, a brit főváros egyik kultikusnak számító szórakozóhelyén az "Underworld"-ben. Az ezt követő időszak a májusi lisszaboni verseny felkészüléséről szólt. Március végén Lisszabonba utaztak, hogy elkészítsék az Eurovíziós produkciójuk előtt levetítendő un. "Postcard" videójukat. Áprilisban két Eurovíziós Pre-Partyn vesznek részt, 13-án Amszterdamban és 21-én Madridban adják elő dalukat több ezer helyi fanatikusnak. 

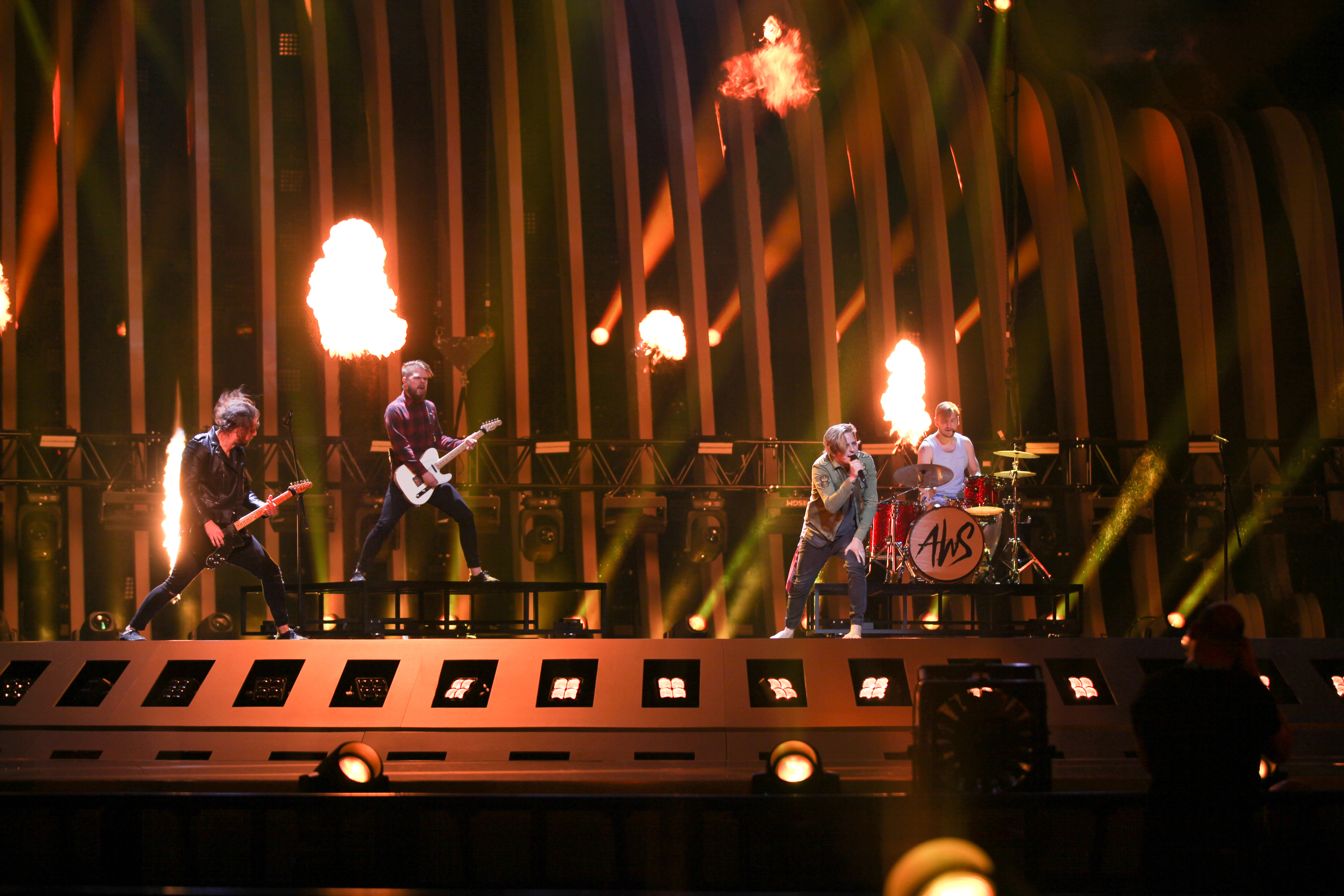
Az AWS a lisszaboni 63. Eurovíziós Dalfesztiválon.

Az együttes először 2018. május 10-én lépett színpadra a 63. Eurovíziós Dalfesztivál második elődöntőjében, a máltai Christabelle után és a lett Laura Rizzotto előtt, tizenharmadikként. A telefonos szavazatok és a nemzetközi zsűrik pontjai alapján az együttes bekerült a május 12-én megrendezett döntőbe, ahol huszonegyedikként léptek színpadra, a svéd Benjamin Ingrosso után és az izraeli Netta előtt. A döntőben a 21. helyet szerezték meg, a zsűri pedig a produkciónak ítélte a legjobb effektekért járó Buzz Awardot.
A zenekart a hazaérkezésekor, szeretteiken kívül sajtósok hada fogadja. Két héttel később első önálló koncertjüket adják a Budapest Park színpadán. Igazi örömünnep volt ez ahol a zenekar és a több ezer ember kölcsönös háláját fejezte ki egymásnak, a koncert lezárásaként pedig az énekes Siklósi Örs megkérte barátnője kezét. A kezdődő fesztiválszezon és a média hype-pal járó elfoglaltságok mellett teljes erőbedobással láttak neki új korongjuk befejezéséhez. Ezzel párhuzamosan készültek a szeptember végén a Madách színházban tartott áthangszerelt estjükre. 
Egy rendkívül intenzív és megpróbáltatásokkal teli időszak gyümölcseként és lezárásaként jelent meg október 10-én az AWS ötödik, "Fekete Részem" című stúdiólemeze, amiről később a szakma és a közönség is egyaránt elismerően nyilatkozott. Ennek bemutatására az október végi telt házas Barba Negra Club-os koncertjükön került sor. Decemberben pedig kiadták a szeptemberi Madách színházas koncert videó és hanganyagát. 
Az év elején önálló turnéra indult a csapat, a vendég a Useme zenekar volt. Februárban ismét egy mérföldkő következett az AWS életében, ugyanis Akvárium NagyHall-os koncertjükre három héttel az esemény előtt elfogyott minden jegy.
2021. február 5-én, leukémiában elhunyt Siklósi Örs, az együttes néhai frontembere.
2023. január 16-án a zenekar posztjában elárulta, hogy az új frontemberük Stefán Tamás és megjelent új daluk Odaát címmel.
Ezután két új daluk jelent meg 2359, és Ketten képzeletben címmel.

## Diszkográfia

### Nagylemezek
- Fata Morgana (2011)
- Égésföld (2014)
- Kint a vízből (2016)
- Fekete részem (2018)
- Innen szép nyerni (2024)

### Középlemezek (EP)
- Világposztolás (2012)
- My Beautiful Black Part (2019)

### Koncertlemezek
- Madách (2018)
- Park (Live) (2020)
- Innen szép nyerni – A koncert (2025)

### Kislemezek
- Viszlát nyár (2017)
- Hol voltál? (2018)
- Még lélegzem (2019)
- Engedd el (2019)
- Emlékszem (Road Movie) (2021)
- Útvesztő (2022)
- Odaát (2023)
- 2359 (2023)
- Ketten képzeletben (2023)
- Fények nélkül (2024)
- Nincs Árnyék (2024)
- Senki nincs már ébren (2024)

Közreműködések
- Idő (a USNK-vel) (2019)

## Tagok
Jelenlegi felállás

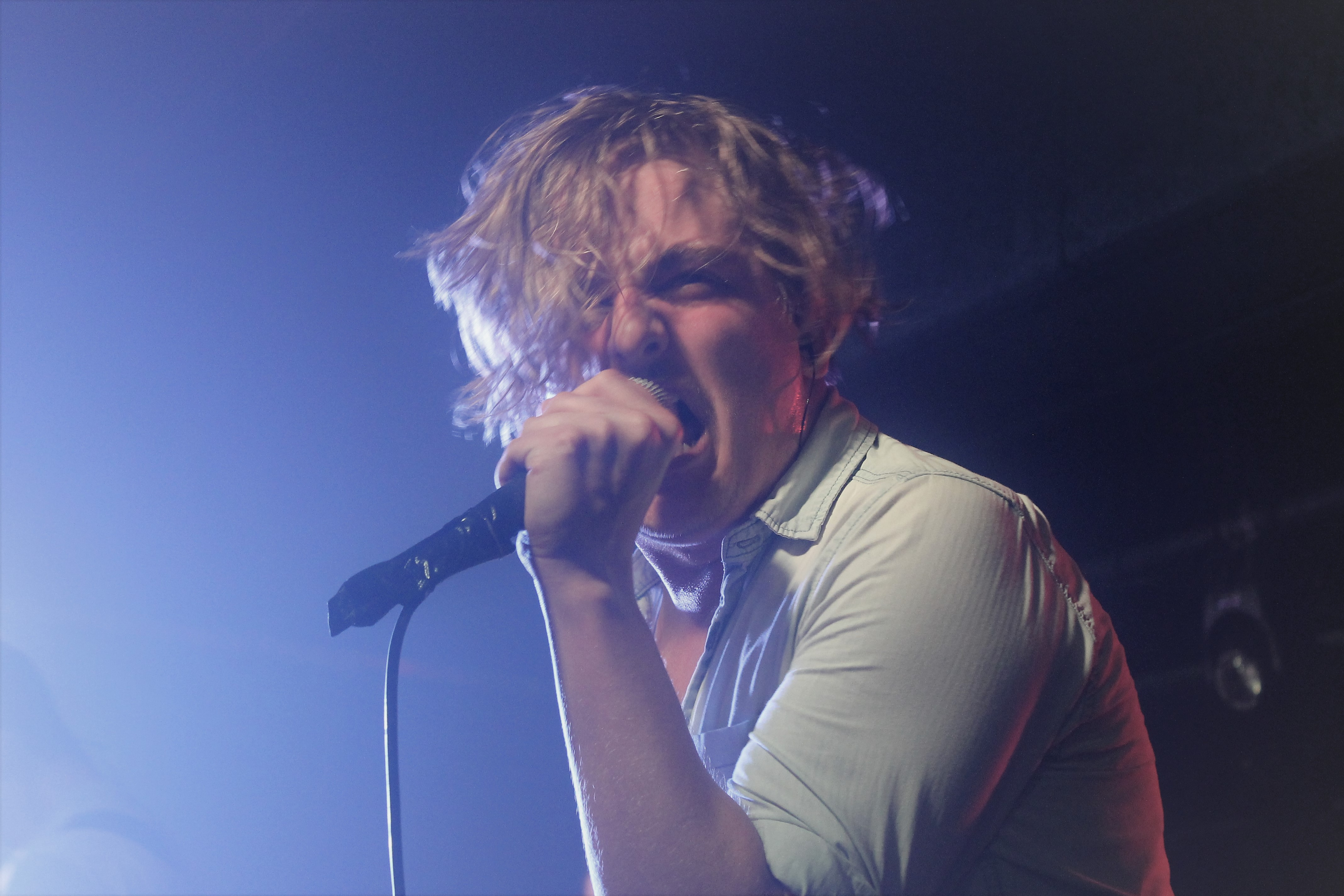
Siklósi Örs, az együttes első frontembere

- Brucker Bence – ritmusgitár (2006 – jelen)
- Kökényes Dániel – szólógitár (2006 – jelen)
- Veress Áron – dobok, ütősök (2006 – jelen)
- Schiszler Soma – basszusgitár
- Stefán Tamás – vokál (2023 – jelen)

Korábbi tagok
- Siklósi Örs – vokál (2006 – 2021)
- Varga Marcell – basszusgitár (2008 – 2013)
- Varga Gergő – basszusgitár
- Petrik Bence – szintetizátor
- Illisz Ákos – basszusgitár